# Партизанске
 Тази статия е за града в Словакия.  За окръга вижте Партизанске (окръг).  
Партизанске (на словашки: Partizánske) е град в западна Словакия, административен център на окръг Партизанске в Тренчински край. Населението му е около 23 хиляди души (2017).
Разположен е на река Нитра в подножието на планината Трибеч. Възниква в края на 30-те години на 20 век около голяма обувна фабрика на „Бата“ - първоначално се нарича Батовани, а в края на 40-те години е преименуван на Партизанске в чест на словашката съпротива по време на Втората световна война.

## История
Днешният град Партизанске възниква в землището на село Шимоновани, което е известно от 1260 година. През 1938 година там започва изграждането на обувна фабрика на „Бата“ и жилищен комплекс за работниците в нея. Новото селище е наречено Батовани по името на предприятието, а през 1948 година се слива с Шимоновани и е обявено за град. На 9 февруари 1949 година е преименувано на Партизанске в чест на местните участници в Словашкото национално въстание от 1944 година.

## Известни личности
Родени в Партизанске
- Павел Ковач (р. 1974), футболист